# 極楽パロディウスA
『極楽パロディウスA』（ごくらくパロディウスA、GOKURAKU PARODIUS A）は、KPEから発売されたパチスロ機。導入日は2010年11月15日。コナミのゲーム『パロディウスシリーズ』とのタイアップ機。世界観はゲーム作品に準じている。極楽パロディウス（5号機ART）の姉妹作であり、こちらは5号機ノーマルタイプである。
保安通信協会における型式名は「極楽パロディウスAK」。

## 登場人物
- ひかる (声優：中原麻衣)
- あかね (声優：小清水亜美)
- タコスケ (声優：朴璐美)
- ペン太郎 (声優：間島淳司)
- ヨシダ（モアイ戦艦の艦首） (声優：小山力也)
- ミカエル (声優：檜山修之)
- ちちびんたリカ (声優：田中理恵)